# Coelogyne micrantha
Coelogyne micrantha är en orkidéart som beskrevs av John Lindley.
Coelogyne micrantha ingår i släktet Coelogyne och familjen orkidéer. Artens utbredningsområde är Assam (Indien). Inga underarter finns listade i Catalogue of Life.